# Michał Żymierski
Michał "Rola" Żymierski, poljski maršal, * 1890, † 1989.